# Moševići (Ilijaš, BiH)
Moševići su naselje u općini Ilijaš, Federacija BiH, BiH.

## Vanjske poveznice
- Satelitska snimka[neaktivna poveznica]